# Rhathymoscelis wheeleri
Rhathymoscelis wheeleri là một loài bọ cánh cứng trong họ Cerambycidae.